# 布萊克里弗鎮區 (北卡羅萊納州坎伯蘭縣)
布萊克里弗鎮區（英語：Black River Township）是位於美國北卡羅萊納州坎伯蘭縣的一個鎮區。

## 地方資料
布萊克里弗鎮區的面積為96.57平方千米，皆為陸地。根據2020年美國人口普查的數據，當地共有人口2044人，而人口密度為每平方千米21.17人。